# Paul Coverdell
Paul Coverdell (Des Moines, 1939. január 20. – Atlanta, 2000. július 18.) az Amerikai Egyesült Államok szenátora (Georgia, 1993–2000).